# Tipula velutina
Tipula velutina är en tvåvingeart som beskrevs av Walker 1848. Tipula velutina ingår i släktet Tipula och familjen storharkrankar. Inga underarter finns listade i Catalogue of Life.